# Flèche wallonne féminine 2024
Cet article concerne l'édition féminine de la Flèche wallonne féminine. Pour la course masculine, voir Flèche wallonne 2024.
La 27e édition de la Flèche wallonne féminine a lieu le 17 avril 2024. C'est une épreuve de l'UCI World Tour féminin 2024. Elle est remportée par la Polonaise Katarzyna Niewiadoma.

## Équipes
| UCI Women's WorldTeams (14)- AG Insurance-Soudal Team - Canyon-SRAM Racing - FDJ-Suez - Fenix-Deceuninck - Human Powered Health - Lidl-Trek - Liv AlUla Jayco - Movistar Team - Roland - Team DSM-Firmenich PostNL - SD Worx-Protime - Team Visma \| Lease a Bike - UAE Team ADQ - Uno-X Mobility Équipes féminines continentales (10)- Arkea-B&B Hotels women - Bepink-Bongioanni - Chevalmeire - Cofidis - EF Education-Cannondale - Laboral Kutxa-Fundacion Euskadi - Lotto Dstny Ladies - St Michel-Mavic-Auber93 - Team Coop-Repsol - VolkerWessels |
| |

## Parcours
Le parcours part de Huy, puis se dirige vers le sud-ouest jusqu'à Evrehailles avant de revenir progressivement vers Huy. Il arrive ensuite sur un circuit comprenant la Côte d'Ereffe et le mur de Huy. L'arrivée est jugée lors du deuxième passage du Mur de Huy.
Sept côtes sont répertoriées pour cette édition :
| Num | Nom                | km    | Longueur (m) | Pente moyenne | km de l'arrivée |
| --- | ------------------ | ----- | ------------ | ------------- | --------------- |
| 1   | Côte de Gives      | 7,1   |              |               | 136,4           |
| 2   | Côte de Courrière  | 35,1  |              |               | 108,4           |
| 3   | Côte d'Evrehailles | 50,8  |              |               | 92,7            |
| 4   | Côte d'Ereffe      | 98,9  | 2 100        | 5 %           | 44,6            |
| 5   | Mur de Huy         | 111,8 | 1 300        | 9,6 %         | 31,7            |
| 6   | Côte d'Ereffe      | 130,6 | 2 100        | 5 %           | 12,9            |
| 7   | Mur de Huy         | 143,5 | 1 300        | 9,6 %         | 0               |

## Favorites
Demi Vollering est favorite à sa succession. Elisa Longo Borghini et Gaia Realini, troisième en 2023, et Katarzyna Niewiadoma sont les autres favorites. Sarah Gigante et Marta Cavalli font figure d'outsiders.

## Récit de la course
Il pleut et les températures sont basses dans les Ardennes. À cent-quatre kilomètres de l'arrivée, Sara Martín, Julie Van de Velde et Elena Hartmann attaquent. Elles obtiennent quatre minutes quarante-cinq d'avance. Dans la côte d'Ereffe, Grace Brown et Pauliena Rooijakkers partent en poursuite. Dans la montée du mur de Huy, Hartmann est distancée. Les poursuivantes sont reprises à seize kilomètres du but. En haut du deuxième passage d'Ereffe, Rooijakkers sort de nouveau. Elle double le duo de tête à dix kilomètres de la fin, mais Élise Chabbey, Elisa Longo Borghini et Lotte Kopecky la reprennent. À six kilomètres de la ligne, le peloton est groupé. Riejanne Markus attaque seule. Elle est reprise au pied du mur de Huy. Les favorites se jaugent, Niewiadoma accélère à deux cents cinquante mètres de la ligne. Longo Borghini tente de suivre tandis que Vollering semble coller à la route. La Polonaise s'impose devant la Néerlandaise.

## Classements

### Classement final
| \| Classement général \| Classement général \| Classement général \| Classement général \| Classement général \| \| Coureuse \| Coureuse \| Pays \| Équipe \| Temps \| \| ------------------ \| -------------------- \| ------------------ \| ------------------------------- \| ------------------ \| \| 1re \| Katarzyna Niewiadoma \| Pologne \| Canyon-SRAM Racing \| 3 h 55 min 29 s \| \| 2e \| Demi Vollering \| Pays-Bas \| SD Worx-Protime \| + 2 s \| \| 3e \| Elisa Longo Borghini \| Italie \| Lidl-Trek \| + 4 s \| \| 4e \| Évita Muzic \| France \| FDJ-Suez \| + 7 s \| \| 5e \| Ashleigh Moolman \| Afrique du Sud \| AG Insurance-Soudal Team \| + 11 s \| \| 6e \| Pauliena Rooijakkers \| Pays-Bas \| Fenix-Deceuninck \| + 15 s \| \| 7e \| Juliette Labous \| France \| Team dsm-firmenich PostNL \| + 19 s \| \| 8e \| Fem van Empel \| Pays-Bas \| Team Visma \\| Lease a Bike \| + 24 s \| \| 9e \| Marta Cavalli \| Italie \| FDJ-Suez \| + 27 s \| \| 10e \| Ane Santesteban \| Espagne \| Laboral Kutxa-Fundación Euskadi \| + 27 s \| |                      |                |                                 |                 |
| |                      |                |                                 |                 |
| Source : ProCyclingStats |                      |                |                                 |                 |
| Classement général |                      |                |                                 |                 |
| Coureuse | Coureuse             | Pays           | Équipe                          | Temps           |
| 1re | Katarzyna Niewiadoma | Pologne        | Canyon-SRAM Racing              | 3 h 55 min 29 s |
| 2e | Demi Vollering       | Pays-Bas       | SD Worx-Protime                 | + 2 s           |
| 3e | Elisa Longo Borghini | Italie         | Lidl-Trek                       | + 4 s           |
| 4e | Évita Muzic          | France         | FDJ-Suez                        | + 7 s           |
| 5e | Ashleigh Moolman     | Afrique du Sud | AG Insurance-Soudal Team        | + 11 s          |
| 6e | Pauliena Rooijakkers | Pays-Bas       | Fenix-Deceuninck                | + 15 s          |
| 7e | Juliette Labous      | France         | Team dsm-firmenich PostNL       | + 19 s          |
| 8e | Fem van Empel        | Pays-Bas       | Team Visma \| Lease a Bike      | + 24 s          |
| 9e | Marta Cavalli        | Italie         | FDJ-Suez                        | + 27 s          |
| 10e | Ane Santesteban      | Espagne        | Laboral Kutxa-Fundación Euskadi | + 27 s          |

### UCI World Tour

#### Points attribués
| Position           | 1er | 2e  | 3e  | 4e  | 5e  | 6e  | 7e  | 8e  | 9e | 10e | 11e | 12e | 13e | 14e | 15e | 16e à 20e | 21e à 30e | 31e à 40e |
| Classement général | 400 | 320 | 260 | 220 | 180 | 140 | 120 | 100 | 80 | 68  | 56  | 48  | 40  | 32  | 28  | 24        | 16        | 8         |

| Classement par points | Classement par points | Classement par points | Classement par points      | Classement par points |
| Coureuse              | Coureuse              | Pays                  | Équipe                     | Points                |
| --------------------- | --------------------- | --------------------- | -------------------------- | --------------------- |
| 1re                   | Lotte Kopecky         | Belgique              | SD Worx-Protime            | 2138 pts              |
| 2e                    | Elisa Balsamo         | Italie                | Lidl-Trek                  | 1828 pts              |
| 3e                    | Elisa Longo Borghini  | Italie                | Lidl-Trek                  | 1563 pts              |
| 4e                    | Lorena Wiebes         | Pays-Bas              | SD Worx-Protime            | 1532 pts              |
| 5e                    | Marianne Vos          | Pays-Bas              | Team Visma \| Lease a Bike | 1320 pts              |
| 6e                    | Katarzyna Niewiadoma  | Pologne               | Canyon-SRAM Racing         | 1084 pts              |
| 7e                    | Puck Pieterse         | Pays-Bas              | Fenix-Deceuninck           | 920 pts               |
| 8e                    | Pfeiffer Georgi       | Royaume-Uni           | Team dsm-firmenich PostNL  | 852 pts               |
| 9e                    | Demi Vollering        | Pays-Bas              | SD Worx-Protime            | 836 pts               |
| 10e                   | Shirin van Anrooij    | Pays-Bas              | Lidl-Trek                  | 740 pts               |

| Classement par points | Classement par points | Classement par points | Classement par points      | Classement par points |
| Coureuse              | Coureuse              | Pays                  | Équipe                     | Points                |
| --------------------- | --------------------- | --------------------- | -------------------------- | --------------------- |
| 1re                   | Lotte Kopecky         | Belgique              | SD Worx-Protime            | 2138 pts              |
| 2e                    | Elisa Balsamo         | Italie                | Lidl-Trek                  | 1828 pts              |
| 3e                    | Elisa Longo Borghini  | Italie                | Lidl-Trek                  | 1563 pts              |
| 4e                    | Lorena Wiebes         | Pays-Bas              | SD Worx-Protime            | 1532 pts              |
| 5e                    | Marianne Vos          | Pays-Bas              | Team Visma \| Lease a Bike | 1320 pts              |
| 6e                    | Katarzyna Niewiadoma  | Pologne               | Canyon-SRAM Racing         | 1084 pts              |
| 7e                    | Puck Pieterse         | Pays-Bas              | Fenix-Deceuninck           | 920 pts               |
| 8e                    | Pfeiffer Georgi       | Royaume-Uni           | Team dsm-firmenich PostNL  | 852 pts               |
| 9e                    | Demi Vollering        | Pays-Bas              | SD Worx-Protime            | 836 pts               |
| 10e                   | Shirin van Anrooij    | Pays-Bas              | Lidl-Trek                  | 740 pts               |

| Classement du meilleur jeune | Classement du meilleur jeune | Classement du meilleur jeune | Classement du meilleur jeune | Classement du meilleur jeune |
| Coureuse                     | Coureuse                     | Pays                         | Équipe                       | Points                       |
| ---------------------------- | ---------------------------- | ---------------------------- | ---------------------------- | ---------------------------- |
| 1re                          | Puck Pieterse                | Pays-Bas                     | Fenix-Deceuninck             | 30 pts                       |
| 2e                           | Shirin van Anrooij           | Pays-Bas                     | Lidl-Trek                    | 28 pts                       |
| 3e                           | Neve Bradbury                | Australie                    | Canyon-SRAM Racing           | 14 pts                       |

| Classement du meilleur jeune | Classement du meilleur jeune | Classement du meilleur jeune | Classement du meilleur jeune | Classement du meilleur jeune |
| Coureuse                     | Coureuse                     | Pays                         | Équipe                       | Points                       |
| ---------------------------- | ---------------------------- | ---------------------------- | ---------------------------- | ---------------------------- |
| 1re                          | Puck Pieterse                | Pays-Bas                     | Fenix-Deceuninck             | 30 pts                       |
| 2e                           | Shirin van Anrooij           | Pays-Bas                     | Lidl-Trek                    | 28 pts                       |
| 3e                           | Neve Bradbury                | Australie                    | Canyon-SRAM Racing           | 14 pts                       |

| Classement par équipes aux points | Classement par équipes aux points | Classement par équipes aux points | Classement par équipes aux points |
| Équipe                            | Équipe                            | Pays                              | Points                            |
| --------------------------------- | --------------------------------- | --------------------------------- | --------------------------------- |
| 1re                               | Lidl-Trek                         | États-Unis                        | 5074 pts                          |
| 2e                                | SD Worx-Protime                   | Pays-Bas                          | 4771 pts                          |
| 3e                                | Canyon-SRAM Racing                | Allemagne                         | 3002 pts                          |
| 4e                                | Team DSM-Firmenich PostNL         | Pays-Bas                          | 2497 pts                          |
| 5e                                | Team Visma \| Lease a Bike        | Pays-Bas                          | 2462 pts                          |
| 6e                                | UAE Team ADQ                      | Émirats arabes unis               | 2341 pts                          |
| 7e                                | FDJ-Suez                          | France                            | 2132 pts                          |
| 8e                                | Fenix-Deceuninck                  | Belgique                          | 1990 pts                          |
| 9e                                | Liv AlUla Jayco                   | Australie                         | 1795 pts                          |
| 10e                               | AG Insurance-Soudal Team          | Belgique                          | 1554 pts                          |

| Classement par équipes aux points | Classement par équipes aux points | Classement par équipes aux points | Classement par équipes aux points |
| Équipe                            | Équipe                            | Pays                              | Points                            |
| --------------------------------- | --------------------------------- | --------------------------------- | --------------------------------- |
| 1re                               | Lidl-Trek                         | États-Unis                        | 5074 pts                          |
| 2e                                | SD Worx-Protime                   | Pays-Bas                          | 4771 pts                          |
| 3e                                | Canyon-SRAM Racing                | Allemagne                         | 3002 pts                          |
| 4e                                | Team DSM-Firmenich PostNL         | Pays-Bas                          | 2497 pts                          |
| 5e                                | Team Visma \| Lease a Bike        | Pays-Bas                          | 2462 pts                          |
| 6e                                | UAE Team ADQ                      | Émirats arabes unis               | 2341 pts                          |
| 7e                                | FDJ-Suez                          | France                            | 2132 pts                          |
| 8e                                | Fenix-Deceuninck                  | Belgique                          | 1990 pts                          |
| 9e                                | Liv AlUla Jayco                   | Australie                         | 1795 pts                          |
| 10e                               | AG Insurance-Soudal Team          | Belgique                          | 1554 pts                          |

## Liste des participants
| Légende | Légende                                                                    | Légende | Légende                                                    |
| ------- | -------------------------------------------------------------------------- | ------- | ---------------------------------------------------------- |
| Num     | Dossard de départ porté par le coureur sur cette Flèche wallonne féminine  | Pos     | Position à l'arrivée de la course                          |
|         | Indique un maillot de champion national ou mondial, suivi de sa spécialité | NP      | Indique un coureur qui n'a pas pris le départ de la course |
| AB      | Indique un coureur qui n'a pas terminé la course                           | HD      | Indique un coureur qui a terminé la course hors des délais |

| SD Worx-Protime SDW | SD Worx-Protime SDW          | SD Worx-Protime SDW |
| ------------------- | ---------------------------- | ------------------- |
| Num                 | Coureuse                     | Pos                 |
| 1                   | Demi Vollering (NED) (route) | 2e                  |
| 2                   | Elena Cecchini (ITA)         | AB                  |
| 3                   | Niamh Fisher-Black (NZL)     | 60e                 |
| 4                   | Femke Gerritse (NED)         | 91e                 |
| 5                   | Lotte Kopecky (BEL) (route)  | 15e                 |
| 6                   | Blanka Vas (HUN) (route)     | AB                  |

| Movistar Team MOV | Movistar Team MOV          | Movistar Team MOV |
| ----------------- | -------------------------- | ----------------- |
| Num               | Coureuse                   | Pos               |
| 11                | Olivia Baril (CAN)         | 12e               |
| 12                | Jelena Erić (SRB) (route)  | 90e               |
| 13                | Sara Martín (ESP)          | 65e               |
| 14                | Mareille Meijering (NED)   | 16e               |
| 15                | Paula Patiño (COL) (route) | 43e               |
| 16                | Claire Steels (GBR)        | AB                |

| Lidl-Trek LTK | Lidl-Trek LTK                      | Lidl-Trek LTK |
| ------------- | ---------------------------------- | ------------- |
| Num           | Coureuse                           | Pos           |
| 21            | Gaia Realini (ITA)                 | 22e           |
| 22            | Elynor Bäckstedt (GBR)             | 106e          |
| 23            | Lucinda Brand (NED)                | AB            |
| 24            | Elisa Longo Borghini (ITA) (route) | 3e            |
| 25            | Amanda Spratt (AUS)                | 64e           |
| 26            | Shirin van Anrooij (NED)           | 39e           |

| Liv AlUla Jayco LAJ | Liv AlUla Jayco LAJ       | Liv AlUla Jayco LAJ |
| ------------------- | ------------------------- | ------------------- |
| Num                 | Coureuse                  | Pos                 |
| 31                  | Mavi García (ESP) (route) | AB                  |
| 32                  | Caroline Andersson (SWE)  | 25e                 |
| 33                  | Ingvild Gåskjenn (NOR)    | 13e                 |
| 34                  | Alexandra Manly (AUS)     | 102e                |
| 35                  | Urška Žigart (SLO)        | 40e                 |

| FDJ-Suez FST | FDJ-Suez FST        | FDJ-Suez FST |
| ------------ | ------------------- | ------------ |
| Num          | Coureuse            | Pos          |
| 41           | Marta Cavalli (ITA) | 9e           |
| 42           | Loes Adegeest (NED) | AB           |
| 43           | Grace Brown (AUS)   | 33e          |
| 44           | Léa Curinier (FRA)  | AB           |
| 45           | Évita Muzic (FRA)   | 4e           |
| 46           | Jade Wiel (FRA)     | 72e          |

| AG Insurance-Soudal Team AGS | AG Insurance-Soudal Team AGS | AG Insurance-Soudal Team AGS |
| ---------------------------- | ---------------------------- | ---------------------------- |
| Num                          | Coureuse                     | Pos                          |
| 51                           | Ashleigh Moolman (RSA)       | 5e                           |
| 52                           | Maaike Boogaard (NED)        | 105e                         |
| 53                           | Justine Ghekiere (BEL)       | 26e                          |
| 54                           | Sarah Gigante (AUS)          | 66e                          |
| 55                           | Gaia Masetti (ITA)           | 92e                          |
| 56                           | Julie Van de Velde (BEL)     | 63e                          |

| UAE Team ADQ UAD | UAE Team ADQ UAD                  | UAE Team ADQ UAD |
| ---------------- | --------------------------------- | ---------------- |
| Num              | Coureuse                          | Pos              |
| 61               | Erica Magnaldi (ITA)              | 24e              |
| 62               | Alena Amialiusik (BLR)            | 47e              |
| 63               | Sofia Bertizzolo (ITA)            | 81e              |
| 64               | Anastasia Carbonari (LAT) (route) | AB               |
| 65               | Mikayla Harvey (NZL)              | 59e              |
| 66               | Alena Ivanchenko (RUS)            | 19e              |

| Canyon-SRAM Racing CSR | Canyon-SRAM Racing CSR     | Canyon-SRAM Racing CSR |
| ---------------------- | -------------------------- | ---------------------- |
| Num                    | Coureuse                   | Pos                    |
| 71                     | Katarzyna Niewiadoma (POL) | 1re                    |
| 72                     | Ricarda Bauernfeind (GER)  | AB                     |
| 73                     | Elise Chabbey (SUI)        | 29e                    |
| 74                     | Justyna Czapla (GER)       | 96e                    |
| 75                     | Antonia Niedermaier (GER)  | 48e                    |
| 76                     | Soraya Paladin (ITA)       | 82e                    |

| Fenix-Deceuninck FED | Fenix-Deceuninck FED          | Fenix-Deceuninck FED |
| -------------------- | ----------------------------- | -------------------- |
| Num                  | Coureuse                      | Pos                  |
| 81                   | Yara Kastelijn (NED)          | 18e                  |
| 82                   | Millie Couzens (GBR)          | 69e                  |
| 83                   | Greta Marturano (ITA)         | 11e                  |
| 84                   | Flora Perkins (GBR)           | 35e                  |
| 85                   | Pauliena Rooijakkers (NED)    | 6e                   |
| 86                   | Christina Schweinberger (AUT) | 49e                  |

| Team dsm-firmenich PostNL DFP | Team dsm-firmenich PostNL DFP | Team dsm-firmenich PostNL DFP |
| ----------------------------- | ----------------------------- | ----------------------------- |
| Num                           | Coureuse                      | Pos                           |
| 91                            | Juliette Labous (FRA)         | 7e                            |
| 92                            | Francesca Barale (ITA)        | 70e                           |
| 93                            | Eleonora Ciabocco (ITA)       | 57e                           |
| 94                            | Josie Nelson (GBR)            | 103e                          |
| 95                            | Églantine Rayer (FRA)         | 58e                           |
| 96                            | Anna van der Meiden (NED)     | AB                            |

| EF Education-Cannondale EFC | EF Education-Cannondale EFC | EF Education-Cannondale EFC |
| --------------------------- | --------------------------- | --------------------------- |
| Num                         | Coureuse                    | Pos                         |
| 101                         | Veronica Ewers (USA)        | 75e                         |
| 102                         | Kim Cadzow (NZL)            | 37e                         |
| 103                         | Clara Emond (CAN)           | 23e                         |
| 104                         | Clara Koppenburg (GER)      | 83e                         |
| 105                         | Elizabeth Stannard (AUS)    | 85e                         |
| 106                         | Magdeleine Vallieres (CAN)  | 32e                         |

| Uno-X Mobility UXM | Uno-X Mobility UXM            | Uno-X Mobility UXM |
| ------------------ | ----------------------------- | ------------------ |
| Num                | Coureuse                      | Pos                |
| 111                | Simone Boilard (CAN)          | 21e                |
| 112                | Katrine Aalerud (NOR)         | 14e                |
| 113                | Solbjørk Minke Anderson (DEN) | AB                 |
| 114                | Marte Berg Edseth (NOR)       | AB                 |
| 115                | Anouska Koster (NED)          | 45e                |
| 116                | Mie Bjørndal Ottestad (NOR)   | AB                 |

| Team Visma \| Lease a Bike TVL | Team Visma \| Lease a Bike TVL | Team Visma \| Lease a Bike TVL |
| ------------------------------ | ------------------------------ | ------------------------------ |
| Num                            | Coureuse                       | Pos                            |
| 121                            | Fem van Empel (NED)            | 8e                             |
| 122                            | Mijntje Geurts (NED)           | 34e                            |
| 123                            | Riejanne Markus (NED)          | 17e                            |
| 124                            | Maud Oudeman (NED)             | 27e                            |
| 125                            | Rosita Reijnhout (NED)         | 51e                            |
| 126                            | Eva van Agt (NED)              | 73e                            |

| Lotto Dstny Ladies LDL | Lotto Dstny Ladies LDL      | Lotto Dstny Ladies LDL |
| ---------------------- | --------------------------- | ---------------------- |
| Num                    | Coureuse                    | Pos                    |
| 131                    | Maureen Arens (NED)         | AB                     |
| 132                    | Dina Boels (BEL)            | 104e                   |
| 133                    | Audrey De Keersmaeker (BEL) | 54e                    |
| 134                    | Esmée Gielkens (BEL)        | AB                     |
| 135                    | Alberte Greve (DEN)         | 76e                    |
| 136                    | Quinty van de Guchte (NED)  | AB                     |

| Cofidis COF | Cofidis COF               | Cofidis COF |
| ----------- | ------------------------- | ----------- |
| Num         | Coureuse                  | Pos         |
| 141         | Julie Bego (FRA)          | 38e         |
| 142         | Flavie Boulais (FRA)      | AB          |
| 143         | Morgane Coston (FRA)      | AB          |
| 144         | Hannah Ludwig (GER)       | 44e         |
| 145         | Nikola Nosková (CZE)      | 88e         |
| 146         | Kirstie van Haaften (NED) | AB          |

| Roland CGS | Roland CGS                       | Roland CGS |
| ---------- | -------------------------------- | ---------- |
| Num        | Coureuse                         | Pos        |
| 151        | Ántri Christofórou (CYP) (route) | 78e        |
| 152        | Natalie Grinczer (GBR)           | 46e        |
| 153        | Elena Hartmann (SUI)             | 77e        |
| 154        | Elena Pirrone (ITA)              | 56e        |

| VolkerWessels VWT | VolkerWessels VWT           | VolkerWessels VWT |
| ----------------- | --------------------------- | ----------------- |
| Num               | Coureuse                    | Pos               |
| 161               | Quinty Schoens (NED)        | 52e               |
| 162               | Eline Jansen (NED)          | 28e               |
| 163               | Anne Knijnenburg (NED)      | 100e              |
| 164               | Marieke Meert (BEL)         | AB                |
| 165               | Laura Molenaar (NED)        | AB                |
| 166               | Margot Vanpachtenbeke (BEL) | 53e               |

| Human Powered Health HPH | Human Powered Health HPH | Human Powered Health HPH |
| ------------------------ | ------------------------ | ------------------------ |
| Num                      | Coureuse                 | Pos                      |
| 171                      | Henrietta Christie (NZL) | 20e                      |
| 172                      | Ruth Edwards (USA)       | 87e                      |
| 173                      | Barbara Malcotti (ITA)   | AB                       |
| 174                      | Marit Raaijmakers (NED)  | 89e                      |
| 175                      | Katia Ragusa (ITA)       | 74e                      |
| 176                      | Linda Zanetti (SUI)      | 31e                      |

| St Michel-Mavic-Auber 93 AUB | St Michel-Mavic-Auber 93 AUB | St Michel-Mavic-Auber 93 AUB |
| ---------------------------- | ---------------------------- | ---------------------------- |
| Num                          | Coureuse                     | Pos                          |
| 181                          | Marion Bunel (FRA)           | AB                           |
| 182                          | Camille Fahy (FRA)           | 71e                          |
| 183                          | Victorie Guilman (FRA)       | 67e                          |
| 184                          | Célia Le Mouël (FRA)         | 86e                          |
| 185                          | Dilyxine Miermont (FRA)      | 42e                          |
| 186                          | Elyne Roussel (FRA)          | AB                           |

| Chevalmeire CHE | Chevalmeire CHE     | Chevalmeire CHE |
| --------------- | ------------------- | --------------- |
| Num             | Coureuse            | Pos             |
| 191             | Malin Eriksen (NOR) | AB              |
| 192             | Cleo Kiekens (BEL)  | AB              |
| 193             | Hanna Nilsson (SWE) | AB              |
| 194             | Emily Watts (AUS)   | 98e             |

| Team Coop-Repsol HPU | Team Coop-Repsol HPU          | Team Coop-Repsol HPU |
| -------------------- | ----------------------------- | -------------------- |
| Num                  | Coureuse                      | Pos                  |
| 201                  | Stine Dale (NOR)              | 80e                  |
| 202                  | India Grangier (FRA)          | AB                   |
| 203                  | Sigrid Ytterhus Haugset (NOR) | AB                   |
| 204                  | Tiril Jørgensen (NOR)         | 61e                  |
| 205                  | Stina Kagevi (SWE)            | 55e                  |
| 206                  | Mari Hole Mohr (NOR)          | AB                   |

| Laboral Kutxa-Fundación Euskadi LKF | Laboral Kutxa-Fundación Euskadi LKF | Laboral Kutxa-Fundación Euskadi LKF |
| ----------------------------------- | ----------------------------------- | ----------------------------------- |
| Num                                 | Coureuse                            | Pos                                 |
| 211                                 | Ane Santesteban (ESP)               | 10e                                 |
| 212                                 | Idoia Eraso (ESP)                   | 99e                                 |
| 213                                 | Usoa Ostolaza (ESP)                 | 68e                                 |
| 214                                 | Nadia Quagliotto (ITA)              | 62e                                 |
| 215                                 | Debora Silvestri (ITA)              | 30e                                 |
| 216                                 | Laura Tomasi (ITA)                  | 93e                                 |

| Arkéa-B&B Hotels Women ARK | Arkéa-B&B Hotels Women ARK  | Arkéa-B&B Hotels Women ARK |
| -------------------------- | --------------------------- | -------------------------- |
| Num                        | Coureuse                    | Pos                        |
| 221                        | Lotte Claes (BEL)           | 36e                        |
| 222                        | Valentina Cavallar (AUT)    | AB                         |
| 223                        | Maaike Coljé (NED)          | AB                         |
| 224                        | Danielle De Francesco (AUS) | 101e                       |
| 225                        | Michaela Drummond (NZL)     | 94e                        |
| 226                        | Océane Mahé (FRA)           | 41e                        |

| Bepink-Bongioanni BPK | Bepink-Bongioanni BPK               | Bepink-Bongioanni BPK |
| --------------------- | ----------------------------------- | --------------------- |
| Num                   | Coureuse                            | Pos                   |
| 231                   | Andrea Casagranda (ITA)             | 95e                   |
| 232                   | Selene Colombi (ITA)                | AB                    |
| 233                   | Ana Vitória Magalhães (BRA) (route) | 79e                   |
| 234                   | Nora Jenčušová (SVK) (route)        | 97e                   |
| 235                   | Angela Oro (ITA)                    | 84e                   |
| 236                   | Monica Trinca Colonel (ITA)         | AB                    |

| SD Worx-Protime SDW | SD Worx-Protime SDW          | SD Worx-Protime SDW |
| ------------------- | ---------------------------- | ------------------- |
| Num                 | Coureuse                     | Pos                 |
| 1                   | Demi Vollering (NED) (route) | 2e                  |
| 2                   | Elena Cecchini (ITA)         | AB                  |
| 3                   | Niamh Fisher-Black (NZL)     | 60e                 |
| 4                   | Femke Gerritse (NED)         | 91e                 |
| 5                   | Lotte Kopecky (BEL) (route)  | 15e                 |
| 6                   | Blanka Vas (HUN) (route)     | AB                  |

| Movistar Team MOV | Movistar Team MOV          | Movistar Team MOV |
| ----------------- | -------------------------- | ----------------- |
| Num               | Coureuse                   | Pos               |
| 11                | Olivia Baril (CAN)         | 12e               |
| 12                | Jelena Erić (SRB) (route)  | 90e               |
| 13                | Sara Martín (ESP)          | 65e               |
| 14                | Mareille Meijering (NED)   | 16e               |
| 15                | Paula Patiño (COL) (route) | 43e               |
| 16                | Claire Steels (GBR)        | AB                |

| Lidl-Trek LTK | Lidl-Trek LTK                      | Lidl-Trek LTK |
| ------------- | ---------------------------------- | ------------- |
| Num           | Coureuse                           | Pos           |
| 21            | Gaia Realini (ITA)                 | 22e           |
| 22            | Elynor Bäckstedt (GBR)             | 106e          |
| 23            | Lucinda Brand (NED)                | AB            |
| 24            | Elisa Longo Borghini (ITA) (route) | 3e            |
| 25            | Amanda Spratt (AUS)                | 64e           |
| 26            | Shirin van Anrooij (NED)           | 39e           |

| Liv AlUla Jayco LAJ | Liv AlUla Jayco LAJ       | Liv AlUla Jayco LAJ |
| ------------------- | ------------------------- | ------------------- |
| Num                 | Coureuse                  | Pos                 |
| 31                  | Mavi García (ESP) (route) | AB                  |
| 32                  | Caroline Andersson (SWE)  | 25e                 |
| 33                  | Ingvild Gåskjenn (NOR)    | 13e                 |
| 34                  | Alexandra Manly (AUS)     | 102e                |
| 35                  | Urška Žigart (SLO)        | 40e                 |

| FDJ-Suez FST | FDJ-Suez FST        | FDJ-Suez FST |
| ------------ | ------------------- | ------------ |
| Num          | Coureuse            | Pos          |
| 41           | Marta Cavalli (ITA) | 9e           |
| 42           | Loes Adegeest (NED) | AB           |
| 43           | Grace Brown (AUS)   | 33e          |
| 44           | Léa Curinier (FRA)  | AB           |
| 45           | Évita Muzic (FRA)   | 4e           |
| 46           | Jade Wiel (FRA)     | 72e          |

| AG Insurance-Soudal Team AGS | AG Insurance-Soudal Team AGS | AG Insurance-Soudal Team AGS |
| ---------------------------- | ---------------------------- | ---------------------------- |
| Num                          | Coureuse                     | Pos                          |
| 51                           | Ashleigh Moolman (RSA)       | 5e                           |
| 52                           | Maaike Boogaard (NED)        | 105e                         |
| 53                           | Justine Ghekiere (BEL)       | 26e                          |
| 54                           | Sarah Gigante (AUS)          | 66e                          |
| 55                           | Gaia Masetti (ITA)           | 92e                          |
| 56                           | Julie Van de Velde (BEL)     | 63e                          |

| UAE Team ADQ UAD | UAE Team ADQ UAD                  | UAE Team ADQ UAD |
| ---------------- | --------------------------------- | ---------------- |
| Num              | Coureuse                          | Pos              |
| 61               | Erica Magnaldi (ITA)              | 24e              |
| 62               | Alena Amialiusik (BLR)            | 47e              |
| 63               | Sofia Bertizzolo (ITA)            | 81e              |
| 64               | Anastasia Carbonari (LAT) (route) | AB               |
| 65               | Mikayla Harvey (NZL)              | 59e              |
| 66               | Alena Ivanchenko (RUS)            | 19e              |

| Canyon-SRAM Racing CSR | Canyon-SRAM Racing CSR     | Canyon-SRAM Racing CSR |
| ---------------------- | -------------------------- | ---------------------- |
| Num                    | Coureuse                   | Pos                    |
| 71                     | Katarzyna Niewiadoma (POL) | 1re                    |
| 72                     | Ricarda Bauernfeind (GER)  | AB                     |
| 73                     | Elise Chabbey (SUI)        | 29e                    |
| 74                     | Justyna Czapla (GER)       | 96e                    |
| 75                     | Antonia Niedermaier (GER)  | 48e                    |
| 76                     | Soraya Paladin (ITA)       | 82e                    |

| Fenix-Deceuninck FED | Fenix-Deceuninck FED          | Fenix-Deceuninck FED |
| -------------------- | ----------------------------- | -------------------- |
| Num                  | Coureuse                      | Pos                  |
| 81                   | Yara Kastelijn (NED)          | 18e                  |
| 82                   | Millie Couzens (GBR)          | 69e                  |
| 83                   | Greta Marturano (ITA)         | 11e                  |
| 84                   | Flora Perkins (GBR)           | 35e                  |
| 85                   | Pauliena Rooijakkers (NED)    | 6e                   |
| 86                   | Christina Schweinberger (AUT) | 49e                  |

| Team dsm-firmenich PostNL DFP | Team dsm-firmenich PostNL DFP | Team dsm-firmenich PostNL DFP |
| ----------------------------- | ----------------------------- | ----------------------------- |
| Num                           | Coureuse                      | Pos                           |
| 91                            | Juliette Labous (FRA)         | 7e                            |
| 92                            | Francesca Barale (ITA)        | 70e                           |
| 93                            | Eleonora Ciabocco (ITA)       | 57e                           |
| 94                            | Josie Nelson (GBR)            | 103e                          |
| 95                            | Églantine Rayer (FRA)         | 58e                           |
| 96                            | Anna van der Meiden (NED)     | AB                            |

| EF Education-Cannondale EFC | EF Education-Cannondale EFC | EF Education-Cannondale EFC |
| --------------------------- | --------------------------- | --------------------------- |
| Num                         | Coureuse                    | Pos                         |
| 101                         | Veronica Ewers (USA)        | 75e                         |
| 102                         | Kim Cadzow (NZL)            | 37e                         |
| 103                         | Clara Emond (CAN)           | 23e                         |
| 104                         | Clara Koppenburg (GER)      | 83e                         |
| 105                         | Elizabeth Stannard (AUS)    | 85e                         |
| 106                         | Magdeleine Vallieres (CAN)  | 32e                         |

| Uno-X Mobility UXM | Uno-X Mobility UXM            | Uno-X Mobility UXM |
| ------------------ | ----------------------------- | ------------------ |
| Num                | Coureuse                      | Pos                |
| 111                | Simone Boilard (CAN)          | 21e                |
| 112                | Katrine Aalerud (NOR)         | 14e                |
| 113                | Solbjørk Minke Anderson (DEN) | AB                 |
| 114                | Marte Berg Edseth (NOR)       | AB                 |
| 115                | Anouska Koster (NED)          | 45e                |
| 116                | Mie Bjørndal Ottestad (NOR)   | AB                 |

| Team Visma \| Lease a Bike TVL | Team Visma \| Lease a Bike TVL | Team Visma \| Lease a Bike TVL |
| ------------------------------ | ------------------------------ | ------------------------------ |
| Num                            | Coureuse                       | Pos                            |
| 121                            | Fem van Empel (NED)            | 8e                             |
| 122                            | Mijntje Geurts (NED)           | 34e                            |
| 123                            | Riejanne Markus (NED)          | 17e                            |
| 124                            | Maud Oudeman (NED)             | 27e                            |
| 125                            | Rosita Reijnhout (NED)         | 51e                            |
| 126                            | Eva van Agt (NED)              | 73e                            |

| Lotto Dstny Ladies LDL | Lotto Dstny Ladies LDL      | Lotto Dstny Ladies LDL |
| ---------------------- | --------------------------- | ---------------------- |
| Num                    | Coureuse                    | Pos                    |
| 131                    | Maureen Arens (NED)         | AB                     |
| 132                    | Dina Boels (BEL)            | 104e                   |
| 133                    | Audrey De Keersmaeker (BEL) | 54e                    |
| 134                    | Esmée Gielkens (BEL)        | AB                     |
| 135                    | Alberte Greve (DEN)         | 76e                    |
| 136                    | Quinty van de Guchte (NED)  | AB                     |

| Cofidis COF | Cofidis COF               | Cofidis COF |
| ----------- | ------------------------- | ----------- |
| Num         | Coureuse                  | Pos         |
| 141         | Julie Bego (FRA)          | 38e         |
| 142         | Flavie Boulais (FRA)      | AB          |
| 143         | Morgane Coston (FRA)      | AB          |
| 144         | Hannah Ludwig (GER)       | 44e         |
| 145         | Nikola Nosková (CZE)      | 88e         |
| 146         | Kirstie van Haaften (NED) | AB          |

| Roland CGS | Roland CGS                       | Roland CGS |
| ---------- | -------------------------------- | ---------- |
| Num        | Coureuse                         | Pos        |
| 151        | Ántri Christofórou (CYP) (route) | 78e        |
| 152        | Natalie Grinczer (GBR)           | 46e        |
| 153        | Elena Hartmann (SUI)             | 77e        |
| 154        | Elena Pirrone (ITA)              | 56e        |

| VolkerWessels VWT | VolkerWessels VWT           | VolkerWessels VWT |
| ----------------- | --------------------------- | ----------------- |
| Num               | Coureuse                    | Pos               |
| 161               | Quinty Schoens (NED)        | 52e               |
| 162               | Eline Jansen (NED)          | 28e               |
| 163               | Anne Knijnenburg (NED)      | 100e              |
| 164               | Marieke Meert (BEL)         | AB                |
| 165               | Laura Molenaar (NED)        | AB                |
| 166               | Margot Vanpachtenbeke (BEL) | 53e               |

| Human Powered Health HPH | Human Powered Health HPH | Human Powered Health HPH |
| ------------------------ | ------------------------ | ------------------------ |
| Num                      | Coureuse                 | Pos                      |
| 171                      | Henrietta Christie (NZL) | 20e                      |
| 172                      | Ruth Edwards (USA)       | 87e                      |
| 173                      | Barbara Malcotti (ITA)   | AB                       |
| 174                      | Marit Raaijmakers (NED)  | 89e                      |
| 175                      | Katia Ragusa (ITA)       | 74e                      |
| 176                      | Linda Zanetti (SUI)      | 31e                      |

| St Michel-Mavic-Auber 93 AUB | St Michel-Mavic-Auber 93 AUB | St Michel-Mavic-Auber 93 AUB |
| ---------------------------- | ---------------------------- | ---------------------------- |
| Num                          | Coureuse                     | Pos                          |
| 181                          | Marion Bunel (FRA)           | AB                           |
| 182                          | Camille Fahy (FRA)           | 71e                          |
| 183                          | Victorie Guilman (FRA)       | 67e                          |
| 184                          | Célia Le Mouël (FRA)         | 86e                          |
| 185                          | Dilyxine Miermont (FRA)      | 42e                          |
| 186                          | Elyne Roussel (FRA)          | AB                           |

| Chevalmeire CHE | Chevalmeire CHE     | Chevalmeire CHE |
| --------------- | ------------------- | --------------- |
| Num             | Coureuse            | Pos             |
| 191             | Malin Eriksen (NOR) | AB              |
| 192             | Cleo Kiekens (BEL)  | AB              |
| 193             | Hanna Nilsson (SWE) | AB              |
| 194             | Emily Watts (AUS)   | 98e             |

| Team Coop-Repsol HPU | Team Coop-Repsol HPU          | Team Coop-Repsol HPU |
| -------------------- | ----------------------------- | -------------------- |
| Num                  | Coureuse                      | Pos                  |
| 201                  | Stine Dale (NOR)              | 80e                  |
| 202                  | India Grangier (FRA)          | AB                   |
| 203                  | Sigrid Ytterhus Haugset (NOR) | AB                   |
| 204                  | Tiril Jørgensen (NOR)         | 61e                  |
| 205                  | Stina Kagevi (SWE)            | 55e                  |
| 206                  | Mari Hole Mohr (NOR)          | AB                   |

| Laboral Kutxa-Fundación Euskadi LKF | Laboral Kutxa-Fundación Euskadi LKF | Laboral Kutxa-Fundación Euskadi LKF |
| ----------------------------------- | ----------------------------------- | ----------------------------------- |
| Num                                 | Coureuse                            | Pos                                 |
| 211                                 | Ane Santesteban (ESP)               | 10e                                 |
| 212                                 | Idoia Eraso (ESP)                   | 99e                                 |
| 213                                 | Usoa Ostolaza (ESP)                 | 68e                                 |
| 214                                 | Nadia Quagliotto (ITA)              | 62e                                 |
| 215                                 | Debora Silvestri (ITA)              | 30e                                 |
| 216                                 | Laura Tomasi (ITA)                  | 93e                                 |

| Arkéa-B&B Hotels Women ARK | Arkéa-B&B Hotels Women ARK  | Arkéa-B&B Hotels Women ARK |
| -------------------------- | --------------------------- | -------------------------- |
| Num                        | Coureuse                    | Pos                        |
| 221                        | Lotte Claes (BEL)           | 36e                        |
| 222                        | Valentina Cavallar (AUT)    | AB                         |
| 223                        | Maaike Coljé (NED)          | AB                         |
| 224                        | Danielle De Francesco (AUS) | 101e                       |
| 225                        | Michaela Drummond (NZL)     | 94e                        |
| 226                        | Océane Mahé (FRA)           | 41e                        |

| Bepink-Bongioanni BPK | Bepink-Bongioanni BPK               | Bepink-Bongioanni BPK |
| --------------------- | ----------------------------------- | --------------------- |
| Num                   | Coureuse                            | Pos                   |
| 231                   | Andrea Casagranda (ITA)             | 95e                   |
| 232                   | Selene Colombi (ITA)                | AB                    |
| 233                   | Ana Vitória Magalhães (BRA) (route) | 79e                   |
| 234                   | Nora Jenčušová (SVK) (route)        | 97e                   |
| 235                   | Angela Oro (ITA)                    | 84e                   |
| 236                   | Monica Trinca Colonel (ITA)         | AB                    |